# John N. Mitchell

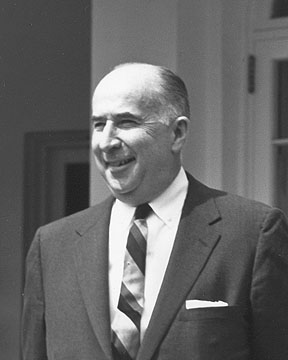

John Newton Mitchell (Detroit, 15 de setembro de 1913 — Washington, D.C., 9 de novembro de 1988) foi um advogado norte-americano, que foi o primeiro Procurador-Geral dos Estados Unidos da América condenado por atividades ilegais e preso. Como procurador-geral, ele era conhecido por incorporar a posição de "lei e ordem" do governo Nixon. Ele foi diretor de campanha do comitê de reeleição presidencial, que gerou o caso Watergate. Mitchell foi condenado a 19 meses de prisão em 1977.